# بيل كامبل (سياسي كندي)
بيل كامبل هو سياسي كندي، ولد في يوليو 1919 في نورفولك كاونتي في كندا، وتوفي في 9 أبريل 2003. حزبياً، نشط في جمعية المحافظين التقدمية لنوفا سكوشا.